# Masahiko Kimura (fodbold)
Masahiko Kimura (født 1. oktober 1984) er en tidligere japansk fodboldspiller.
Han har spillet for flere forskellige klubber i sin karriere, herunder FC Gifu og Fagiano Okayama.